# Haus Heisingen

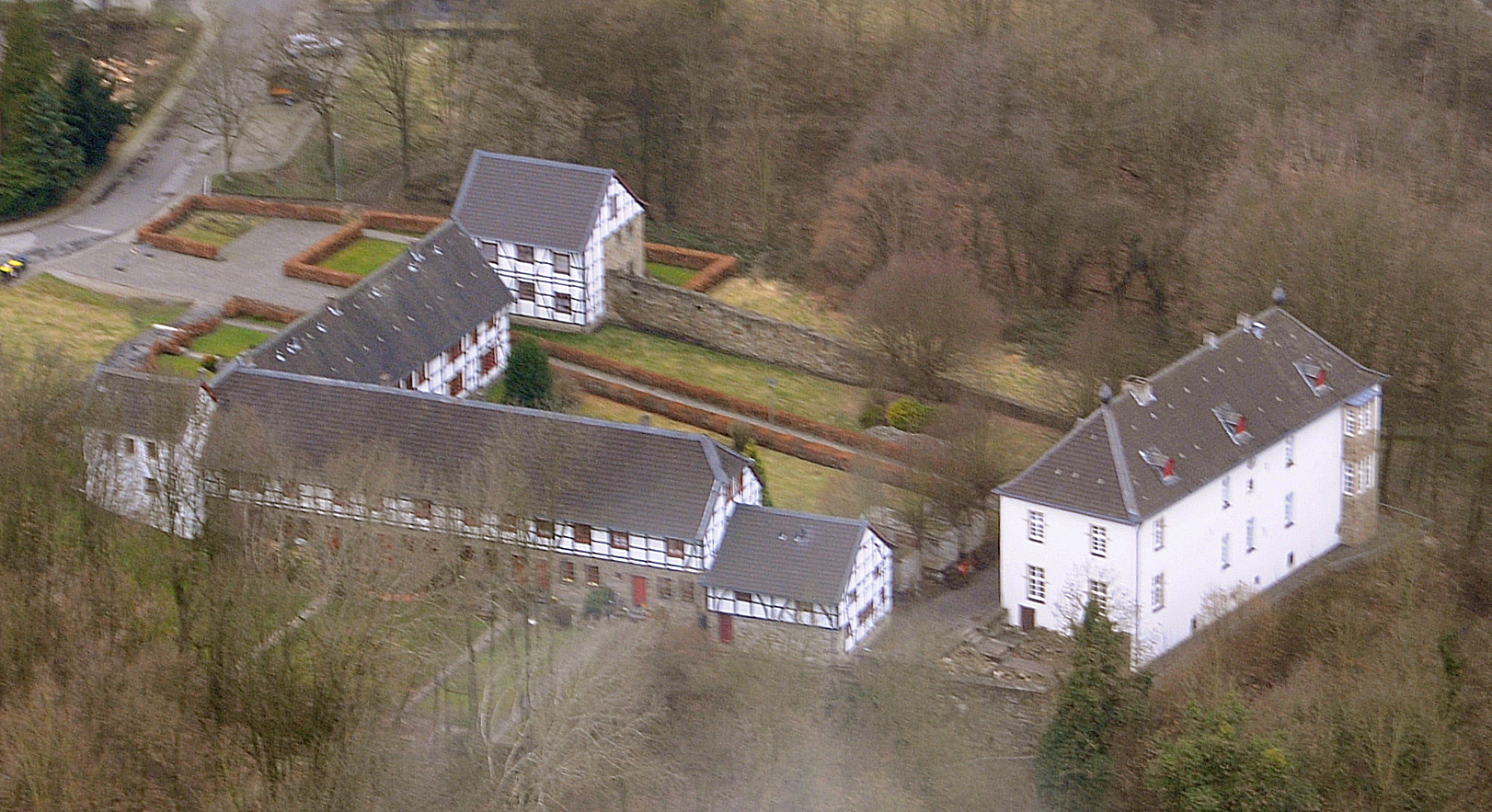
Luftbild des Hauses Heisingen (2009)

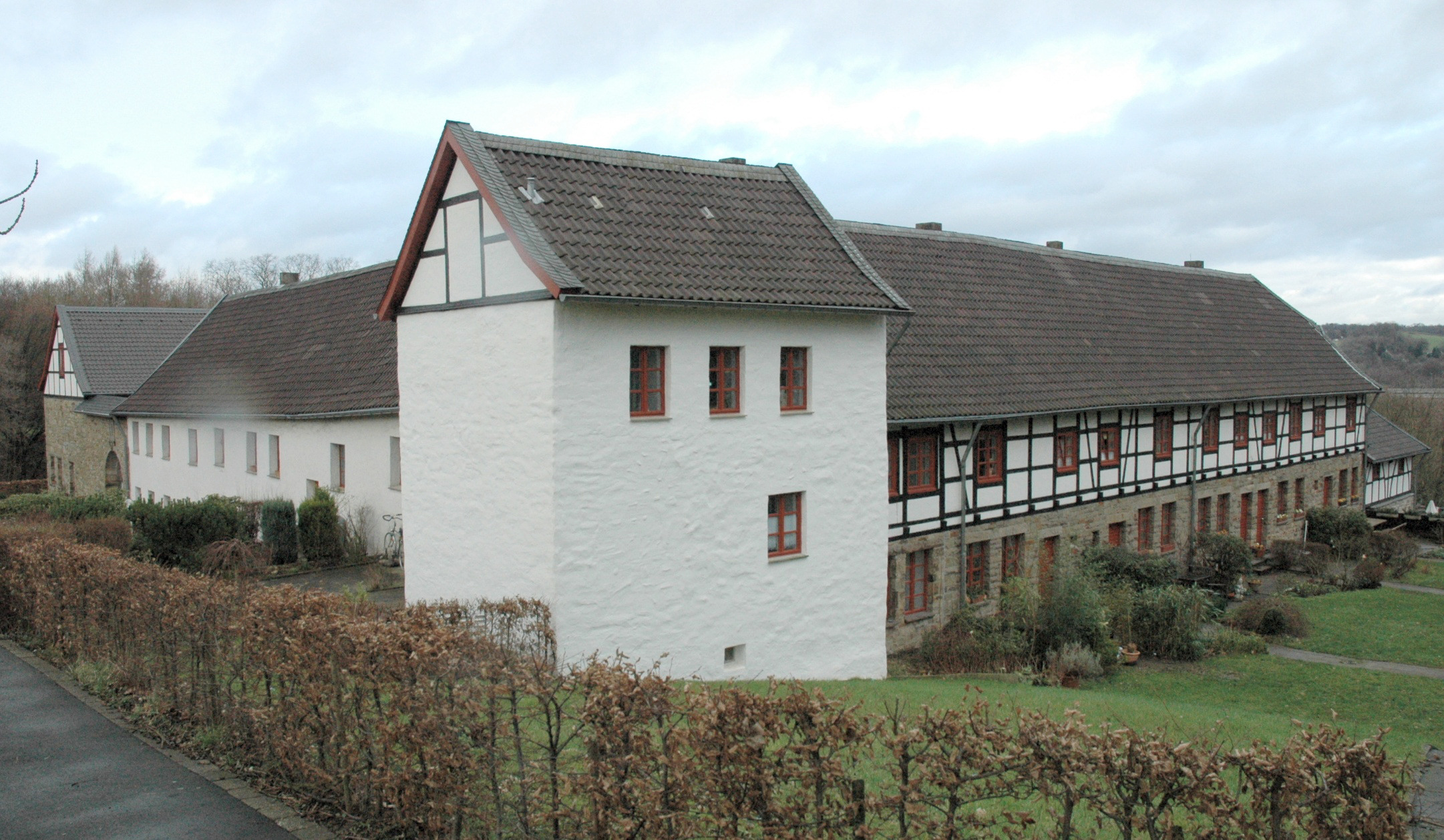
Haus Heisingen, Südansicht (2007)

Haus Heisingen ist ein ehemaliges Rittergut am rechten Ufer der Ruhr in Essen-Heisingen, dessen älteste erhaltene Bausubstanz in das 12. Jahrhundert datiert.
Als Lehen der Abtei Werden war es seit 1458 über zwei Jahrhunderte lang im Besitz der Freiherren Staël von Holstein, ehe es zu Beginn des 18. Jahrhunderts zu einem Sommersitz der Werdener Äbte umgebaut wurde. Nach der Säkularisation kam es 1815 zuerst an Preußen und 1890 dann in Privatbesitz. Heute befinden sich in der Anlage Mietwohnungen.
Die große Bedeutung des Hauses für den Ort schlug sich im inoffiziellen Wappen Heisingens nieder. Dieses zeigt Haus Heisingen stark vereinfacht als Zinnenmauer mit steinernem Rundbogentor unter sechs roten Kugeln, die aus dem Familienwappen der Staël von Holstein übernommen wurden.

## Beschreibung

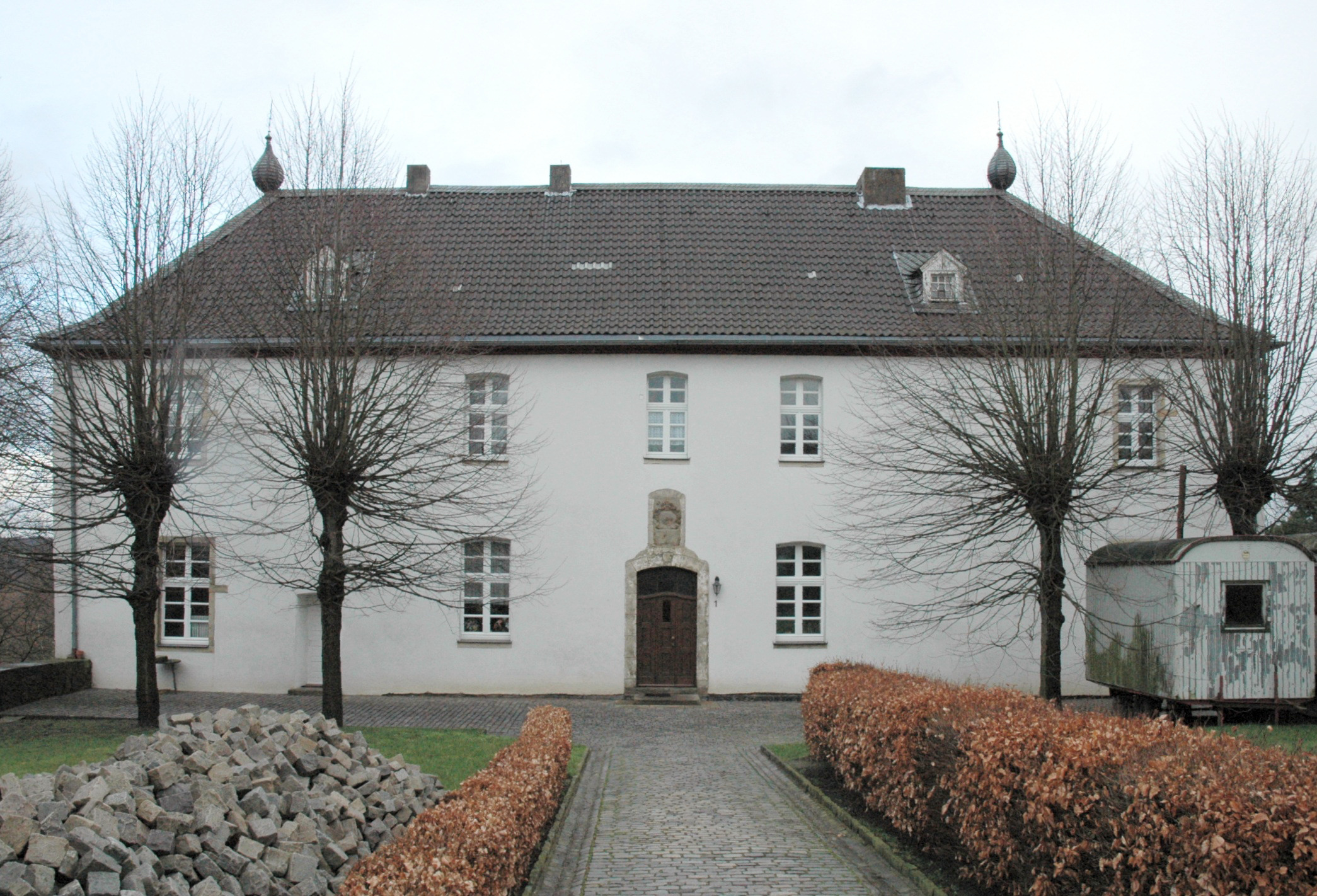
Das Herrenhaus

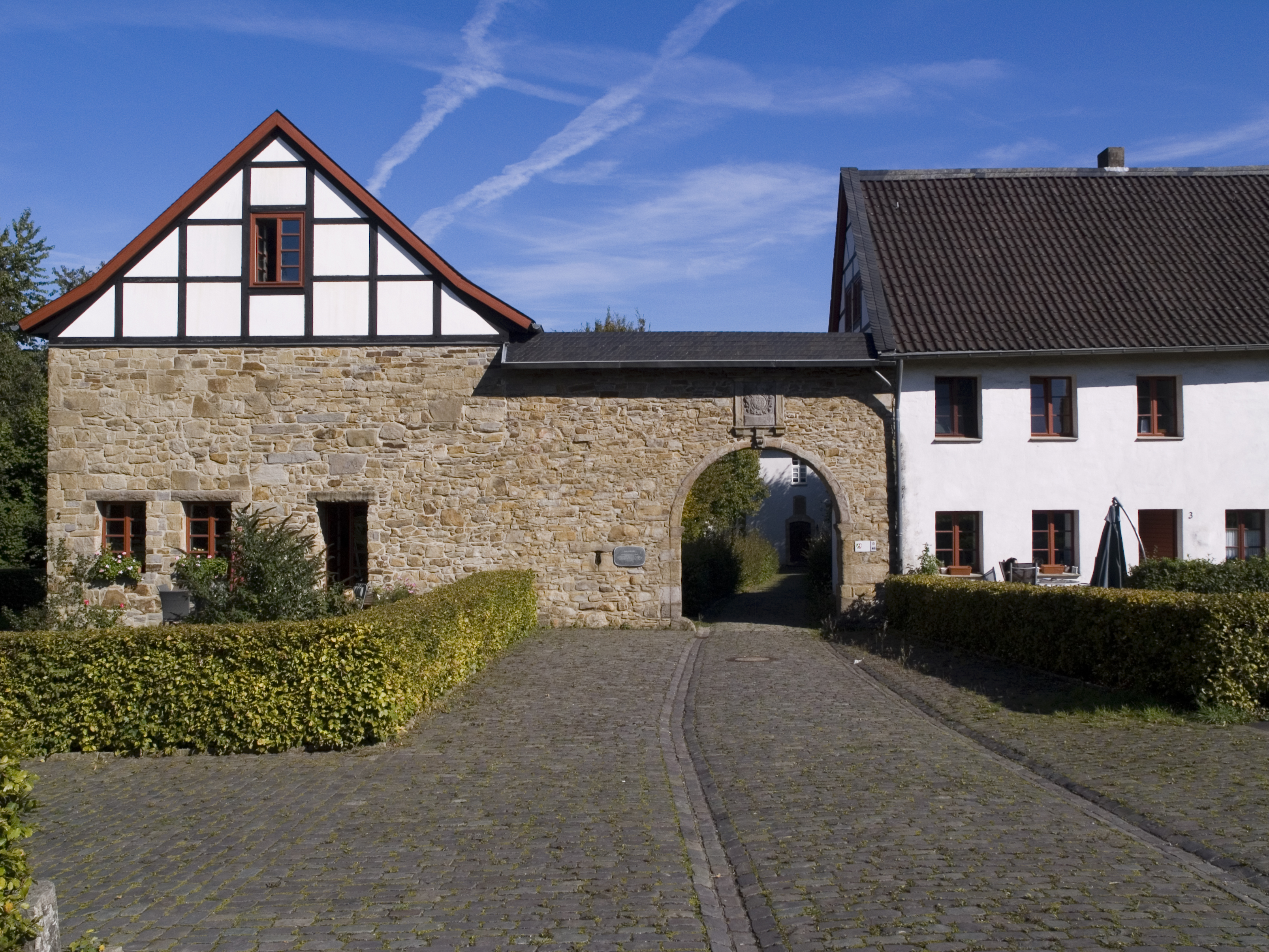
Der Torbau

Die 65 mal 45 Meter große Anlage liegt auf einem leicht abfallenden Gelände, das im Norden von einem Geländeeinschnitt und im Osten durch einen Steilhang geschützt ist. Sie besteht aus einem östlich gelegenen Herrenhaus aus Bruch- und Ziegelsteinen und einem zweiflügeligen Wirtschaftsgebäude an der südwestlichen Ecke, die aus dem 18./19. Jahrhundert stammen. Im Norden und Südosten wird das Areal von einer Bruchsteinmauer begrenzt, die bis zu 0,8 Meter dick ist. Senken und Aufschüttungen an einigen Seiten der Anlage lassen darauf schließen, dass Haus Heisingen früher von einem Graben umgeben war.
Die zwei Geschosse des schlichten Herrenhauses erheben sich auf einem 29,5 × 9,5 Meter messenden Grundriss. Sein südlicher Teil umfasst den ältesten Baubestand der Anlage. Das Haus ist weiß verputzt und besitzt auf beiden Giebelspitzen seines Walmdachs kleine Aufsätze in Form einer Zwiebelhaube mit abschließender Wetterfahne. Über seinem Eingang findet sich das Wappen des Werdener Abtes Coelestin von Geismar unter dem früher folgende Inschrift zu lesen war:
REVERENDISSIMUS ET ILLUSTRISSIMUS DOMINUS CAELESTINUS, MONASTERIORUM IMPERIALIUM ET IMMEDIATORUM EXEMPTORUM WERDINENSIS ET HELMSTADIENSIS ABBAS, HANC ARCEM CUM OMNIBUS IURIBUS ET PERTINENTIIS IMPERIALI ABBATIAE S. LUDGERI INCORORAVIT ANNO MDCCIX EAMQUE VETUSTATE COLLAPSAM RESTAURAVIT ET IN MELIOREM FORMAM APTARI FECIT.

(deutsch: Der sehr ausgezeichnete und ehrwürdiger Herr Coelstinus, Abt der kaiserlichen und reichsunmittelbaren Stifte Werden und Helmstedt, hat dieses Schloss mit allen Rechten und Zubehör dem Reichsstift des heiligen Ludgerus einverleibt im Jahre 1709 und dasselbe, vor Alter verfallen, in eine bessere Gestalt bringen lassen.)
Das Rundbogenportal an der Nordwestecke wurde im Stil des Barocks ebenfalls aus Bruchsteinen errichtet und trägt über der Durchfahrt das Wappen Benedikts von Geismar, der das Tor laut einer Inschrift in den 1740er Jahren errichten ließ. Im Bereich der Zufahrt wurden im Rahmen einer baugeschichtlichen Untersuchung auch Fundamentreste eines Rundturms mit einem Durchmesser von 6,20 Metern freigelegt. Er gehörte zu einem mittelalterlichen Vorgängerbau des heutigen Hauses und wurde wohl 1779 niedergelegt.

## Geschichte
Haus Heisingen ging aus einem Oberhof der Abtei Werden hervor. Im 9. Jahrhundert lag der Ort an der Grenze des fränkischen und sächsischen Siedlungsgebiets, und der sogenannte Hof Kofeld (auch Coefeld, Coveldt und Covelde) sicherte die Ansprüche der Franken gegenüber ihren Nachbarn. Aus diesem Hofgut entwickelte sich im 11. und 12. Jahrhundert durch Ausbau und Befestigung eine kleine Burg, die ab Beginn des 13. Jahrhunderts ein Mannlehen des Werdener Klosters war. Als Sitz des Werdener Schultheißen 1370 durch Nennung im Werdener Heberegister urkundlich erwähnt, war Heinrich von Luttelnau im Jahr 1384 Lehnsnehmer der Grundherrschaft Hof Kofeld. 1423 belehnte die Abtei den Ministerialen Arnold von Walsum damit. Am 31. Mai 1458 kaufte der Vogt und Amtmann der Abtei, Ruprecht I. Staël von Holstein, den Besitz. Sein Sohn Lutter wurde 1464 mit dem Hof belehnt und folgte damit der Familie von Dücker als Aufsitzer des Hauses nach.
Sieben Generationen lang blieben die Staël von Holstein im Besitz des Anwesens, ehe mit dem unverheirateten Ferdinand Wilhelm Staël von Holstein zu Heisingen 1696 die Familie im Mannesstamm erlosch. Seine Schwester Amalia Eleonore und ihr Mann Johann Georg von der Hauben erbten Haus Heisingen und verkauften die stark heruntergekommene Anlage 1709 für 23.000 Reichstaler an den damaligen Werdener Abt Coelestin von Geismar. Er ließ sie zu einem Sommersitz für sich und seine Nachfolger umbauen. Dazu wurde nicht nur das verfallene Herrenhaus wieder aufgebaut, sondern südwestlich davon auch ein L-förmiger Wirtschaftstrakt errichtet und das gesamte Areal durch eine Ringmauer umschlossen. Unter einem Nachfolger Coelestins, Benedikt von Geismar, wurde der Eingangsbereich mit einem repräsentativen Portal ausgestattet, das dem barocken Zeitgeschmack entsprach.
Durch Säkularisation kam Haus Heisingen 1803 an den französischen Staat, der die Anlage – wie den gesamten Werdener Besitz – 1808 an das Großherzogtum Berg abtrat. Durch die Vereinbarungen des Wiener Kongress folgte aber schon 1815 ein weiterer Besitzerwechsel: Haus Heisingen wurde preußisch. Es diente nachfolgend unter anderem als Wohnung des Ortspfarrers und des letzten Werdener Rentmeisters, ehe Preußen es im Jahr 1842 an eine Bergwerksgesellschaft verkaufte, die es als Betriebsgebäude nutzte. Von ihr erwarb es am 2. Juli 1890 der Heisinger Kaufmann Johann Sonnenschein. Seine Familie ist auch heute noch Eigentümerin der Anlage.
Nachdem sowohl das Innere des Herrenhauses als auch das der Wirtschaftsgebäude zu kleineren Einheiten umgestaltet wurde, wird Haus Heisingen heute zu Wohnzwecken genutzt.